# Anomala irianensis
Anomala irianensis är en skalbaggsart som beskrevs av Carsten Zorn 2006. Anomala irianensis ingår i släktet Anomala och familjen Rutelidae. Inga underarter finns listade i Catalogue of Life.